# Sige olivieri
Sige olivieri är en ringmaskart som beskrevs av Pleijel 1990. Sige olivieri ingår i släktet Sige och familjen Phyllodocidae. Inga underarter finns listade i Catalogue of Life.